# O Noivo É que Sabe (1.ª temporada)
A primeira e única temporada de O Noivo É que Sabe estreou a 30 de agosto e terminou a 29 de novembro de 2020 na SIC, com a apresentação de Cláudia Vieira. É uma adaptação do formato britânico Don't Tell the Bride.

## Emissão
| Programa         | Emissão            | Apresentação   |
| ---------------- | ------------------ | -------------- |
| Dia do Casamento | Domingos - 22h15   | Cláudia Vieira |
| Diários          | Dias úteis - 19h25 | Cláudia Vieira |
| Diários          | Dias úteis - 00:50 | Cláudia Vieira |
| Resumo da semana | Sábados - 23h40    | Cláudia Vieira |

## Sinopse
Neste programa, um casal de noivos recebe uma quantia para preparar o casamento, mas só o noivo pode organizar tudo, tendo três semanas para o fazer, sem que a noiva possa dar a sua opinião sobre qualquer pormenor
O noivo tem a ajuda do padrinho para planear tudo em segredo: desde o local do evento, à despedida de solteiro, passando ainda pela ementa e pelo vestido de noiva. Com o casamento marcado, os casais têm a oportunidade de ver o seu sonho realizado, contudo, no momento da chegada da noiva ao casamento podem existir diferentes reações: ou adora ou detesta tudo.
A situação torna-se ainda mais especial, uma vez que existem casais que decidem dar o nó após anos a viverem juntos, alguns com filhos, outros até com netos.

## Casais

### Lourenço e Maria
O Lourenço e a Maria conheceram-se através de tios do Lourenço. Ela começou a frequentar eventos organizados por ele. Um dia a Maria “inventou” que se esqueceu de um cabo de telemóvel num dos eventos que ele organizou e pediu o número dele aos tios. Começaram a falar e, sem que ela esperasse, ele beijou-a. Começaram logo a namorar. Na época, ele estava a competir no mundial de jet ski e a Maria viajou com ele pelo mundo. Voltaram da viagem “grávidos” da Benedita – juram que ela foi feita em Ibiza. Estão juntos há seis anos e têm dois filhos (Benedita, 5 anos e Vicente 1 ano e pouco). Compraram uma casa móvel (casa pré-fabricada) e vivem há um ano numa propriedade da família que tem um lago privado - são quase oito hectares e criam patos, galinhas, cães e um pónei. Neste espaço em Santo Estevão, criaram um negócio de desportos náuticos que ainda não está aberto ao público (aguardam licença). A filha Benedita já anda de mota de cross, faz wakeboard, anda a cavalo, “toda a gente acha um piadão porque ela acha que é adulta”. As famílias dos dois vivem em Lisboa. Os dois irmãos mais novos do Lourenço vão casar este ano - um em Agosto o outro em Novembro.
Ficaram noivos em 2017, o Lourenço fez o pedido na Disneyland em Paris, no castelo das princesas, por sugestão da Benedita. Ela cobra muito o casamento, quer casar, diz que o pedido vai perder a validade. Parece que há sempre um outro projeto e o casamento fica para segundo plano.
Ela queria uma coisa tradicional, vestido de princesa, uma quinta. Mas acha difícil que o Lourenço faça algo assim porque ele é maluco. Ele quer fazer no lago onde vivem, quer que ela chegue de uma maneira diferente ao casamento e fazer algo que seja a cara deles.

### Octávio e Susana
O noivo é carpinteiro e é um homem muito sensível e romântico. Manda mensagens à noiva 24h por dia – faz questão de estar sempre a demonstrar o amor que sente por ela. É muito ciumento, e chegou mesmo a apagar todos os contatos que Susana tinha de homens.
A noiva é proprietária de uma confeitaria e é uma mulher independente. Acha que o noivo é muito “melga”, e que se ganhasse um euro por cada mensagem que o Octávio lhe manda, estava muito bem na vida.
O Octávio é um bom homem, e muito independente no que toca à lida de casa. Só não sabe passar a ferro. De resto faz tudo. Susana sente que tem um bom homem ao seu lado.
Conheceram-se nas redes sociais, há cerca de ano e meio. Na altura o Octávio estava emigrado em França, e Susana na Rebordosa. Apesar da Susana ter demorado a responder à primeira mensagem de Octávio, assim que começaram a falar, nunca mais pararam. Tanto foi, que passados dois meses de conversa, através de mensagens, a Susana foi ter com ele a França. Correu tão bem, que regressou passado pouco tempo, e foi neste segundo encontro que Octávio decidiu pedir a Susana em casamento. Ficou à espera dela no aeroporto, e escreveu num quadro de ardósia: “Susana sei que é cedo, mas queres casar comigo? Sim? Não?”. Susana ainda hesitou, mas acabou por aceitar o pedido.
Apesar de terem os dois vontade de casar, para o Octávio é mais importante, do que para a Susana. Antes de conhecer o Octávio, Susana dizia que não queria mais nenhum homem na sua vida, quanto mais casar novamente. Juntos gostam de praia, ver filmes e almoçar ou jantar fora. A noiva gosta muito de comer, e o noivo também. São um casal de gente simples, campónios, alegres, destrambelhados, desbocados, e que gostam de se divertir.

### Fábio e Ana
O Fábio e a Ana Rita vivem juntos há muitos anos, mas isso não significa que concordem em tudo, antes pelo contrário, têm opiniões diferentes sobre todos os assuntos, principalmente o casamento.
São um casal que já se divertiu muito,mas que tem estado mais fechado desde que o filho nasceu e não tem sido fácil a adaptação ao novo ritmo apesar de andarem encantados com o Tomás. Têm ainda peixinhos e duas cadelitas.
O Fábio acha-se esperto, está farto de servir comida em casamentos e tem a certeza que não casará da forma tradicional porque nesses casamentos, o noivo nunca se diverte.
O Fábio quer um casamento em grande, um dia bem divertido, um arraial medieval num qualquer monte alentejano, em que se divirta muito com os amigos e haja um porco a assar no espeto. Sem porco, não há casamento.
Em 2015, ele resolveu pedi-la em casamento na esplanada do costume, enquanto bebiam café e comiam pastel de natal à beira do Sado… Fez o pedido com um anel de pechisbeque que encomendou na internet e que na verdade nunca serviu bem a Ana.
Aliás, chegou a servir, quando ela engravidou e ficou “gorda nos dedos” – diz ele, mas depois disso… desapareceu o anel para sempre. Quando a Ana deu entrada no hospital para dar à luz o Tomás, entregou os pertences, com a aliança, ao Fábio, tudo bem arrumado num saquinho que nunca mais foi visto. Ele conta que vinha tão eufórico que não faz ideia do que aconteceu ao saco ou onde é que ele se evaporou. Chegou a casa e festejoucom a garrafa de tinto que lá estava, e no dia seguinte, não encontrou o saco. Ainda hoje garante à Ana que o saquinho está lá por casa, só têm que procurar bem.
Ana adora o Fábio, mas acha que ele é despistado e mais depressa lhe confia a educação do filho do que os preparativos do casamento, tem a certeza que vai ficar tudo ao lado do que ela quer.

### Diogo e Daniela
A Daniela e o Zé Diogo cancelaram o casamento por causa da pandemia: ela ficou de rastos e ele quer dar-lhe um dia de sonho. O pedido já está feito, foi em Londres, junto à tower bridge. Não vivem juntos para já, estão à espera do casamento como ato simbólico para se mudarem para a nova casa. 
A Daniela é técnica de radiologia e o Zé Diogo é personal trainer. São muito bem dispostos e comunicativos.
A Daniela tem tudo imaginado na sua cabeça, mas não concordam com tudo no que toca a gosto. O noivo vai surpreende-la, diz, como uma sofisticação que ela não imagina. O Diogo quer muito surpreender a Daniela, mas ela diz que ele é muito preguiçoso. Diz até que ele não é romântico, porque isso dá muito trabalho. Adoram ir ao cinema. Ela coleciona todos os bilhetes de todos os filmes que viram juntos. Colou todos num caderno, com palavras e figurinhas românticas. Há também alguns bilhetes de jogos de futebol – ele é Benfica, ela é Porto. Gostam muito de viajar e de parques de diversão.

### Ricardo e Graciete
A Graciete tem dois filhos e dois netos (de 3 e 5 anos, filhos do filho mais velho, um rapaz com 23 anos. Tem também uma menina (Priscila) com 12 anos. Os filhos são de duas relações diferentes. A primeira relação que teve foi dentro dos costumes ciganos. Juntou-se com 17 anos com um cigano, mas a relação foi curta e correu mal – o companheiro deixou-a grávida. A segunda relação que teve foi com um madeirense, que faleceu de cancro de pulmão. Atualmente trabalha como peixeira no grupo SONAE (no Continente), onde o Ricardo também é repositor. Antes, trabalharam juntos no café do Ricardo, mas o ano passado decidiram vendê-lo. A Graciete é de lágrima fácil, e tem as emoções à flor da pele. Sente que pela primeira vez tem um homem bom ao seu lado. Diz que o Ricardo é muito carinhoso, brincalhão, e que é um bom homem. Um homem como nunca teve.
O Ricardo tem uma filha (Sara), com 12 anos, fruto do seu relacionamento anterior. O Ricardo é brincalhão e um homem de família. Adora preparar surpresas à Graciete: no dia do seu trigésimo oitavo aniversário ofereceu um ramo de flores (foi a primeira vez que a Graciete recebeu flores de alguém); no dia dos namorados decora o quarto com pétalas de rosa e corações. O Ricardo diz que a Graciete é carinhosa, mas que o que tem de bom tem de mau. Ao mesmo tempo que é muito carinhosa, também é agressiva. No início da relação era muito ciumenta, e não gostava que o Ricardo falasse com outras mulheres. Vivem juntos há quatro anos, mas o início a relação não foi fácil porque a Graciete é cigana, e os pais do Ricardo não aceitaram muito bem a ideia. Os pais da Graciete aceitaram bem o Ricardo. O Ricardo já a pediu em casamento, no dia em que fizeram 3 anos de namoro. Foram passar o fim de semana às Termas de São Pedro do Sul, e o Ricardo pediu a Graciete em casamento na piscina. A Graciete confia nos gostos do Ricardo e diz que gostava de se casar vestida de vermelho, o que não sabe é que para o Ricardo está fora de questão!

### João e Patrícia
Conheceram-se no centro comercial, onde trabalhavam os dois, frente a frente, cada um no seu posto de venda. Foram saindo até que um dia a Patrícia pede o João em namoro: ele estava sonolento, disse sim e virou-se para o outro lado... Mal começaram o relacionamento foram viver juntos, situação que aconteceu há pouco mais de um ano. São católicos e a bênção de Deus é importante. Foi a Patrícia que quis inscrever-se no programa, o seu sonho é casar. Ele aceitou. A Patrícia tem a certeza que tudo será em muito pouco tempo e não vai chegar para tudo, o João está tranquilo, “vai dar”! Ela já viu o programa todo, ele não, mas diz que vai correr bem. O João apesar de mais desligado destas coisas, é muito apaixonado pela Patrícia, diz que ela o faz rir muito, que é linda e simpática, mas quando está chateada fica muda e é capaz de estar um bom período de tempo sem lhe falar. A Patrícia diz que o João é a pessoa mais maravilhosa que conheceu na vida, que é muito ativo, mas que é desorganizado, e isso irrita-a. Ele adora farra com os amigos, ela adora a tranquilidade do lar.
O João não sabe nada sobre casamentos. Não é romântico, nunca preparou uma surpresa à Patrícia, e só se mete nesta aventura porque a noiva quer. Nem sequer tinha pensado em casar. A Patrícia sonha com o casamento desde sempre, tradicional, na igreja, com vestido de princesa, alianças de ouro branco, maquilhadora, cabeleireira, charrete, cavalos, joias, até as músicas tem imaginadas. O João tem um grande desafio pela frente!

### Adérito e Bruna
Ela é cabeleireira e ele pai a tempo inteiro. Juntos são uma família de youtubers. Conheceram-se na escola, eram amigos. Passaram alguns anos sem ter contacto. Um dia reencontraram-se no cinema e voltaram a dar-se, mas ele estava casado. Um ano depois, voltaram a encontrar-se, os dois solteiros, e assim começaram a namorar. Estão juntos há 5 anos. Logo no início do relacionamento foram viver juntos. Hoje, moram os dois, a filha mais velha dela (Diana, 11 anos) e o filho deles (Kendrick). Ele também tem um filho (6 anos) da primeira relação que fica com eles a cada 15 dias.
Têm um canal no youtube com mais de 20 mil seguidores. Adoram fazer passeios todos juntos, com o cão da família. Ela tem usado o Instragram para ganhar dinheiro com algumas parcerias. Não tem contrato fixo com ninguém. O pedido de casamento já aconteceu, ele fez o pedido em Bordéus, onde mora a mãe dela. A Bruna sempre quis casar, com um casamento de princesa. Depois de conversar, pensaram em ter um casamento com referências de Hollywood – passadeira, estrelas com os nomes dos convidados, etc. A Bruna é, sem dúvida, o motor do casal e será um desafio o Adérito corresponder às expetativas!

### Diogo e Cláudia
Vivem juntos há 2 anos, namoram há quase 12 anos. Ela trabalhou como investigadora em laboratório, atualmente trabalha com Comunicação em ciência biomédica. Ele trabalhou com designer industrial, em Março começou a trabalhar numa empresa de Designer de interiores.
Uma vez a Cláudia viajou com um grupo de amigas para França e conheceu a irmã dele. Na volta, o grupo começou a sair em conjunto e um dia conheceram-se. Ele gostou dela mal a viu. Na altura a Cláudia tinha 17 anos. Assim que começaram a sair, ela convidou-o para um jantar e, de surpresa, apresentou o Diogo aos pais. O jantar correu bem. Foram para a praia e ficaram a ouvir música no carro. Quando decidiram voltar para casa, o carro não pegava. Como a Cláudia não tinha carta de condução, acabou por ser ela a empurrar o carro.
Apesar deste arranque às avessas, os pais da Cláudia gostaram logo dele. O Diogo pediu a mão de Cláudia em namoro aos pais. Há muito tempo que pensam em casar, mas surgem sempre outras prioridades...

### Ana e Tiago
O Tiago tem 25 anos é administrativo, e é de Famalicão. É um rapaz organizado, e gere bem o dinheiro. Mas no que toca ao planeamento e criatividade, confessa que sente mais dificuldades. É muito ligado à família, e passa quase todos os domingos em família.
A Ana Carolina tem 23 anos, é assistente administrativa e é de Lisboa, mas já troca os V’s pelos B’s. A Ana foi para Inglaterra com a mãe apenas com 11 anos, onde viveu até aos 18/19 anos.
É organizada e gosta de planear. Quando não gosta de algo, ou alguém, não tem problemas em assumir.
Conheceram-se há cerca de 5 anos, num aldeamento no Algarve onde ambos passavam férias e o Tiago fez o pedido em casamento no Dubai, há um ano. Era a viagem de sonho dela e resolveu surpreendê-la com o anel enquanto ela estava a gravar com telemóvel o espetáculo de luzes no Burj Kalifa… ela demorou a perceber o que se passava e pensou que ele estava a brincar, por isso o Tiago teve que repetir o pedido no hotel.

### Rui e Carla
“Sou a noiva, neste caso... serei que ele ainda não me pediu em casamento”: é assim que Carla se apresenta. Foi ela quem os inscreveu porque acha que não deve haver nada mais mágico que casar num programa de televisão. Carla sabe que animação não vai faltar, e teme muito pelo mau gosto. Afinal de contas, considera-se uma betinha de Cascais (apresenta-se como Carlota e não Carla) e ele é um rapaz da margem sul, com amigos que não têm nada a ver com ela. Na inscrição, Carla conta: “Somos o dia e a noite, eu sou a típica miúda de Cascais que fez tudo certinho e de acordo com aquilo que todos esperavam de mim, já o Rui, nasceu na margem sul e fez tudo menos aquilo que os pais e a família tinham idealizado para ele. Sou contra pirciegs e tatuagens, ele é todo tatuado, DETESTO penteados estilosos e ele todas as semanas faz um diferente e cada um pior que o outro. Visto-me de género formal casual ele no mais chunga que conseguir, se tiver oportunidade de levar uma bolsa na cintura então, fica para além de feliz. Eu adoro carros neutros e sobrios, ele adora carros coloridos, rebaixados e de preferência com umas jantes espalhafatosas. Eu adoro filmes de terror, ele só vê filmes de ação. Somos assim, totalmente diferentes nos gostos, mas estranhamente semelhantes no que realmente importa, no amor e carinho que conseguimos dar um ao outro, na lealdade e no compromisso. Claro que muitas vezes não é fácil conciliar tudo, mas o tempo ensinou-nos que o mais importante é o amor”.
Sonham casar, mas ainda não tinham atingido a maturidade financeira que implica a tal festa. Nunca sonharam com nada específico e Carla diz que Rui só disse uma vez que gostava de ter um porco no espeto, o que ela considera repugnante. A Carla é assistente social e o Rui é barbeiro. Estão agora à procura de casa para irem viver juntos. Conheceram-se de uma forma muito particular. Carla namorava e um dia descobre que o namorado tinha conversas ativas numa aplicação chamada Badoo. Decidiu investigar e criou uma conta para perceber como funcionava. Sem querer fez likes a mais de cem homens num dia, e até conquistou o estatuto de utilizadora premium ao fim de um dia. Foi assim que sem querer fez match com o Rui. Desgostosa com a sua vida, deu-lhe conversa; ele também estava desgostoso e a partir daí nunca mais parou! O Rui tinha sido abandonado pela ex, depois disso teve uma crise de epilepsia e por consequência um acidente que quase o matou. Ficou muito tempo imobilizado e engordou 40 quilos. Foram falando até que um dia “perto das comemorações de Natal e, já passados dois meses destes encontros de 'amigos', ele aparece com uma caixa de madeira feita por ele com 100 papéis com 100 razões que ele encontrou para me amar e para que fossemos mais do que amigos especiais”.
O NOIVO
Conta com o padrinho e os amigos do muay thai para viver esta aventura. Vive na vivenda dos pais com eles, com a irmã, o cunhado e a sobrinha pequena.
A NOIVA
Vive com os pais (padrasto e mãe) que acabaram de descobrir que a filha via casar... em dez dias. Não conseguem ainda acreditar em tal coisa, até porque a filha nem sequer tem para onde ir viver com o seu noivo. Acham que tudo isto é uma partida. No entanto, a filha tem tudo bem planeado, até porque fez chegar à produção de um book com tudo o que sonha e idealiza para o grande dia, para que possamos controlar o noivo... O que a Carla se esqueceu é que “o noivo é que sabe”!

### Delfim e Soraia
Soraia é esteticista e sonha com um casamento clássico, Delfim é PSP e praticante de MMA. Ele diz que ela tem a "mania" que tem sempre razão e tem de ser tudo à maneira dela e ela teme porque já percebeu que ele não percebe o seu gosto. Para o casamento o Delfim quer trazer temas militares e na despedida de solteira da Soraia quer mandá-la com as amigas para um treino militar. Namoram há dez anos, conheceram-se na escola ainda. Vivem juntos há três anos.

### Fernando e Fernanda
O Fernando e a Fernanda estão juntos há 5 anos. Conheceram-se através de uma amiga num café, e foram depois a um concerto do Mickael Carreira. Adoram sair para passear na praia, ver filmes e receber pessoas em casa. Enquanto casal “são uma moca”, dizem. Estão sempre bem-dispostos.
O Fernando cozinha muito e é preocupado com ela. Têm uma ótima relação. São um casal maravilha. Os dois definem-se como “um pedaço de mau caminho, ninguém fica indiferente quando os vê na rua”. Ainda não existiu nenhum pedido de casamento. Também não precisa de pedido…para Fernanda, até um anel de latão serve.
A Fernanda fez agora 49 anos. É licenciada em Gestão e Contabilidade e mestre em Auditoria. Atualmente encontra-se desempregada. No que toca à sua personalidade, Fernanda não alterava nada em si. Gosta muito da pessoa que é. Considera-se simpática e amiga do amigo. Diz que tem uns olhos bonitos, um sorriso agradável e é uma boa companhia.
Refere o Fernando e as suas filhas como a sua fonte de inspiração. “O Fernando consegue tirar o melhor de mim”, diz a noiva. Fernanda revela que antes de conhecer o seu noivo, era uma mulher muito nervosa e ele consegue tranquilizá-la. Diz ainda que se inspira todos os dias nas filhas, para tentar ser a melhor mãe possível.

### Paula e Luís
Luis Vale tem 23 anos e é Eletricista e empresário da restauração (em processo) e Paula Mano tem 21 anos, trabalha em uma loja online de plantas em Espinho.
Estão juntos há dois anos, vivem juntos faz uns 5 meses na casa da mãe do Luís. Conheceram-se num bar de praia chamado Oshua, em Esmoriz. A Paula estava a trabalhar e ele logo se encantou por ela. No início ela não demonstrou interesse, mas bastou convencê-la a sair sozinha com ele uma vez e tudo aconteceu. O que mais o chamou à atenção foi o facto da Paula o ignorar completamente. Diz que foi diferente do que estava acostumado.

### Ana e Emanuel
Ana tem 23 anos, Manu tem 24 anos e estão juntos há 6 anos. O casal vive no segundo piso do apartamento dos “Fernandos” há cerca de 6 meses.
Ana é Gestora Comercial na área das tecnologias de informação e Manu joga futebol desde muito novo. A Ana apoia muito o namorado e assiste a todos os jogos. Além do futebol, o Manu trabalha como corticeiro no Grupo Amorim.
Estão ainda em fase de adaptação da vida nova: pagar contas, dividir tarefas. Casar já seria o próximo passo na vida deles. Ele é bastante desorganizado. A Ana cozinha e passa a ferro, ele faz o resto.

## Resumo
| Resumo | Resumo  | Episódios | Episódios | Originalmente exibido | Originalmente exibido  |
| Resumo | Resumo  | Episódios | Episódios | Estreia da temporada  | Final da temporada     |
| ------ | ------- | --------- | --------- | --------------------- | ---------------------- |
|        | EPS     | 14        | 14        | 30 de agosto de 2020  | 29 de novembro de 2020 |
|        | Diários | 45        | 45        | 31 de agosto de 2020  | 30 de outubro de 2020  |

## Episódios
| #  | ## | Título        | Exibição original      | Audiências (rating/share) |
| -- | -- | ------------- | ---------------------- | --- |
| 1  | 1  | "Episódio 1"  | 30 de agosto de 2020   | 14.6%/28.1% (1º segmento)12.2%/31.9% (2º segmento: A cerimónia) |
| 2  | 2  | "Episódio 2"  | 6 de setembro de 2020  | 12.6%/25.7% (1º segmento)12.7%/33.1% (2º segmento: A cerimónia)8.0%/30.8% (3º segmento: A boda) |
| 3  | 3  | "Episódio 3"  | 13 de setembro de 2020 | 11.0%/20.9% (1º segmento)10.5%/21.0% (2º segmento: Despedida de solteira)9.1%/22.1% (3º segmento: Dia de sonho)7.9%/25.7% (4º segmento: A cerimónia)6.8%/25.8% (5º segmento: Copo d’água)4.6%/25.1% (6º segmento: Extra) |
| 4  | 4  | "Episódio 4"  | 20 de setembro de 2020 | 11.9%/23.4% (1º segmento)12.3%/25.0% (2º segmento: O vestido)10.7%/27.1% (3º segmento: O grande dia)8.7%/31.9% (4º segmento: A cerimónia)7.3%/32.5% (5º segmento: A boda)5.1%/31.7%(6º segmento: Extra)                  |
| 5  | 5  | "Episódio 5"  | 27 de setembro de 2020 | ASD |
| 6  | 6  | "Episódio 6"  | 4 de outubro de 2020   | ASD |
| 7  | 7  | "Episódio 7"  | 11 de outubro de 2020  | ASD |
| 8  | 8  | "Episódio 8"  | 18 de outubro de 2020  | ASD |
| 9  | 9  | "Episódio 9"  | 25 de outubro de 2020  | ASD |
| 10 | 10 | "Episódio 10" | 1 de novembro de 2020  | ASD |
| 11 | 11 | "Episódio 11" | 8 de novembro de 2020  | ASD |
| 12 | 12 | "Episódio 12" | 15 de novembro de 2020 | ASD |
| 13 | 13 | "Episódio 13" | 22 de novembro de 2020 | ASD |
| 14 | 14 | "Episódio 14" | 29 de novembro de 2020 | ASD |

## Diários
| #  | ## | Título      | Exibição original      | Audiências (rating/share) |
| -- | -- | ----------- | ---------------------- | ------------------------- |
| 1  | 1  | "Diário 1"  | 31 de agosto de 2020   | 8.5%/21.9%                |
| 2  | 2  | "Diário 2"  | 1 de setembro de 2020  | 9.4%/24.1%                |
| 3  | 3  | "Diário 3"  | 2 de setembro de 2020  | 7.0%/18.7%                |
| 4  | 4  | "Diário 4"  | 3 de setembro de 2020  | ASD                       |
| 5  | 5  | "Diário 5"  | 4 de setembro de 2020  | ASD                       |
| 6  | 6  | "Diário 6"  | 7 de setembro de 2020  | ASD                       |
| 7  | 7  | "Diário 7"  | 8 de setembro de 2020  | ASD                       |
| 8  | 8  | "Diário 8"  | 9 de setembro de 2020  | ASD                       |
| 9  | 9  | "Diário 9"  | 10 de setembro de 2020 | ASD                       |
| 10 | 10 | "Diário 10" | 11 de setembro de 2020 | ASD                       |
| 11 | 11 | "Diário 11" | 14 de setembro de 2020 | ASD                       |
| 12 | 12 | "Diário 12" | 15 de setembro de 2020 | ASD                       |
| 13 | 13 | "Diário 13" | 16 de setembro de 2020 | ASD                       |
| 14 | 14 | "Diário 14" | 17 de setembro de 2020 | ASD                       |
| 15 | 15 | "Diário 15" | 18 de setembro de 2020 | ASD                       |
| 16 | 16 | "Diário 16" | 21 de setembro de 2020 | ASD                       |
| 17 | 17 | "Diário 17" | 22 de setembro de 2020 | ASD                       |
| 18 | 18 | "Diário 18" | 23 de setembro de 2020 | ASD                       |
| 19 | 19 | "Diário 19" | 24 de setembro de 2020 | ASD                       |
| 20 | 20 | "Diário 20" | 25 de setembro de 2020 | ASD                       |
| 21 | 21 | "Diário 21" | 27 de setembro de 2020 | ASD                       |
| 22 | 22 | "Diário 22" | 28 de setembro de 2020 | ASD                       |
| 23 | 23 | "Diário 23" | 30 de setembro de 2020 | ASD                       |
| 24 | 24 | "Diário 24" | 1 de outubro de 2020   | ASD                       |
| 25 | 25 | "Diário 25" | 2 de outubro de 2020   | ASD                       |
| 26 | 26 | "Diário 26" | 4 de outubro de 2020   | ASD                       |
| 27 | 27 | "Diário 27" | 5 de outubro de 2020   | ASD                       |
| 28 | 28 | "Diário 28" | 6 de outubro de 2020   | ASD                       |
| 29 | 29 | "Diário 29" | 7 de outubro de 2020   | ASD                       |
| 30 | 30 | "Diário 30" | 9 de outubro de 2020   | ASD                       |
| 31 | 31 | "Diário 31" | 11 de outubro de 2020  | ASD                       |
| 32 | 32 | "Diário 32" | 12 de outubro de 2020  | ASD                       |
| 33 | 33 | "Diário 33" | 13 de outubro de 2020  | ASD                       |
| 34 | 34 | "Diário 34" | 14 de outubro de 2020  | ASD                       |
| 35 | 35 | "Diário 35" | 16 de outubro de 2020  | ASD                       |
| 36 | 36 | "Diário 36" | 18 de outubro de 2020  | ASD                       |
| 37 | 37 | "Diário 37" | 19 de outubro de 2020  | ASD                       |
| 38 | 38 | "Diário 38" | 20 de outubro de 2020  | ASD                       |
| 39 | 39 | "Diário 39" | 21 de outubro de 2020  | ASD                       |
| 40 | 40 | "Diário 40" | 23 de outubro de 2020  | ASD                       |
| 41 | 41 | "Diário 41" | 25 de outubro de 2020  | ASD                       |
| 42 | 42 | "Diário 42" | 25 de outubro de 2020  | ASD                       |
| 43 | 43 | "Diário 43" | 27 de outubro de 2020  | ASD                       |
| 44 | 44 | "Diário 44" | 28 de outubro de 2020  | ASD                       |
| 45 | 45 | "Diário 45" | 30 de outubro de 2020  | ASD                       |